# Temporada da NHL de 1934–35
A temporada da NHL de 1934–35 foi a 18.ª  temporada da National Hockey League (NHL). Nove times jogaram 48 partidas cada. O Montreal Maroons foi o campeão da Stanley Cup ao bater o Toronto Maple Leafs poe 3-0 na série final.

## Negócios da Liga
Com as dificuldades financeiras continuadas do Ottawa Senators, a franquia foi transferida para St. Louis mudando o nome para St. Louis Eagles. O nome dos Senators continuou como um time amador sênior. A  franquia da NHL também não foi lucrativa em St. Louis, em parte por causa da necessidade de fazer grandes viagens pelo fato de estar localizado na Divisão Canadense. Os Eagles os jogadores Syd Howe e Ralph "Scotty" Bowman para o Detroit por $50.000 para fazer os jogos finais.
Os donos do Montreal Canadiens Leo Dandurand e Joseph Cattarinich venderiam o time para Ernest Savard e Maurice Forget da Canadian Arena Company.

## Temporada Regular
Charlie Conacher decidiu jogar de forma modeste nesse ano e Conn Smythe teve problemas em assinar com ele. Com Harvey Jackson fora, parecia que Joe Primeau seria o único membro da Linha de Crianças em ação por Toronto. Todavia, ele finalmente assinou. Conacher respondeu com sua melhor temporada, marcando 36 gols e liderando a artilharia da liga. 
Uma negociação bombástica foi feita com Howie Morenz, Lorne Chabot, e Marty Burke indo para Chicago por Leroy Goldsworthy, Roger Jenkins, e Lionel Conacher. Os Canadiens então trocaram Lionel Conacher e Herb Cain para os Maroons por Nels Crutchfield. As trocas não ajudaram e os Canadiens perderam alguns torcedores. 
Enquanto isso, Tommy Gorman comprou uma parte do Montreal Maroons de James Strachan e quando ele pegou Alex Connell, obteve outra vitória. Embora Morenz não fosse mais o mesmo, ele ajudou Chicago, que terminou em segundo na Divisão Americana, ficando atrás de Boston por apenas um ponto. 
Os playoffs continuavam a escpapar do New York Americans, mas eles adicionaram dois jogadores importantes, o asa esquerda Dave "Sweeney" Schriner e o asa direita Lorne Carr. Equipados com o centro Art Chapman, os Americans continuavam evoluindo.

### Classificação Final
Nota: V = Vitórias, D = Derrotas, E = Empates, Pts = Pontos, GP= Gols Pró, GC = Gols Contra, PEM = Penalizações em minutos

Nota: Times que se classificaram aos play-offs estão em negrito.
| Divisão Canadense   | PJ | V  | D  | E | Pts | GP  | GC  | PEM |
| ------------------- | -- | -- | -- | - | --- | --- | --- | --- |
| Toronto Maple Leafs | 48 | 30 | 14 | 4 | 64  | 157 | 111 | 444 |
| Montreal Maroons    | 48 | 24 | 19 | 5 | 53  | 123 | 92  | 380 |
| Montreal Canadiens  | 48 | 19 | 23 | 6 | 44  | 110 | 145 | 314 |
| New York Americans  | 48 | 12 | 27 | 9 | 33  | 100 | 142 | 250 |
| St. Louis Eagles    | 48 | 11 | 31 | 6 | 28  | 86  | 144 | 385 |

| Divisão Americana   | PJ | V  | D  | E | Pts | GP  | GC  | PEM |
| ------------------- | -- | -- | -- | - | --- | --- | --- | --- |
| Boston Bruins       | 48 | 26 | 16 | 6 | 58  | 129 | 112 | 368 |
| Chicago Black Hawks | 48 | 26 | 17 | 5 | 57  | 118 | 88  | 375 |
| New York Rangers    | 48 | 22 | 20 | 6 | 50  | 137 | 139 | 334 |
| Detroit Red Wings   | 48 | 19 | 22 | 7 | 45  | 127 | 114 | 305 |

### Artilheiros
PJ = Partidas Jogadas, G = Gols, A = Assistências, Pts = Pontos, PEM = Penalizações em Minutos
| Jogador          | Time                               | PJ | G  | A  | Pts | PEM |
| ---------------- | ---------------------------------- | -- | -- | -- | --- | --- |
| Charlie Conacher | Toronto Maple Leafs                | 47 | 36 | 21 | 57  | 24  |
| Syd Howe         | St. Louis Eagles/Detroit Red Wings | 50 | 22 | 25 | 47  | 34  |
| Larry Aurie      | Detroit Red Wings                  | 48 | 17 | 29 | 46  | 24  |
| Frank Boucher    | New York Rangers                   | 48 | 13 | 32 | 45  | 2   |
| Busher Jackson   | Toronto Maple Leafs                | 42 | 22 | 22 | 44  | 27  |
| Herbie Lewis     | Detroit Red Wings                  | 48 | 16 | 27 | 43  | 26  |
| Art Chapman      | New York Americans                 | 47 | 9  | 34 | 43  | 4   |
| Marty Barry      | Boston Bruins                      | 48 | 20 | 20 | 40  | 33  |
| Sweeney Schriner | New York Americans                 | 48 | 18 | 22 | 40  | 6   |
| Nels Stewart     | Boston Bruins                      | 47 | 21 | 18 | 39  | 45  |

## Playoffs
A série mais emocionante foi a entre Chicago e Montreal Maroons. O técnico de Chicago Clem Loughlin disse que o time que vencesse a série provavelmente venceria Stanley Cup. Nenhum dos times marcou após dois jogos regulares. Na prorrogação, Dave Trottier foi cortado e retirado para dar  pontos. Ele mal havia chegado ao vestiário quando Baldy Northcott marcou o gol que deu a série aos Maroons.
O goleiro de Toronto George Hainsworth jogou muito e eliminou os Bruins, enquanto os Rangers derrubaram o Montreal Canadiens com o gol de Bill Cook no jogo decisivo. Ele havia sido esmurrado de forma atrapalhada pelo jogador dos Canadiens Nels Crutchfield, mas não ficou tão grogue e venceu a série pelos Rangers. George Hainsworth continuou muito bem e os Leafs bateram os Bruins para avançar às finais.

### Finais
O Montreal Maroons acelerou a Linha de Crianças de Primeau, Jackson e Conacher e o tempo do goleiro Alex Connell e novamente impediu gols certos de Toronto, e os Maroons venceram a série por 3 jogos a 0,e quando o jogo três terminou, a torcida deu gritos de aprovação e Connell se inclinou na trave e chorou. Todos os jogos dos Maroons terminaram com empates ou vitórias, fazendo deles o último time até o Detroit Red Wings de 1951–52 a não perder um jogo durante os playoffs. Os Maroons também foram o último time de fora dos seis originais a vencer a Stanley Cup até a vitória do Philadelphia Flyers em 1974.

## Prêmios da NHL
| Troféu Memorial Calder:    | Sweeney Schriner, New York Americans |
| Troféu Memorial Hart       | Eddie Shore, Boston Bruins           |
| Troféu Memorial Lady Byng: | Frank Boucher, New York Rangers      |
| Copa O'Brien:              | Toronto Maple Leafs                  |
| Troféu Príncipe de Gales:  | Boston Bruins                        |
| Troféu Vezina:             | Lorne Chabot, Chicago Black Hawks    |

### Times das Estrelas
| Primeiro Time                         | Position | Segundo Time                      |
| ------------------------------------- | -------- | --------------------------------- |
| Lorne Chabot, Chicago Black Hawks     | G        | Tiny Thompson, Boston Bruins      |
| Eddie Shore, Boston Bruins            | D        | Cy Wentworth, Montreal Maroons    |
| Earl Seibert, New York Rangers        | D        | Art Coulter, Chicago Black Hawks  |
| Frank Boucher, New York Rangers       | C        | Cooney Weiland, Detroit Red Wings |
| Charlie Conacher, Toronto Maple Leafs | RW       | Dit Clapper, Boston Bruins        |
| Busher Jackson, Toronto Maple Leafs   | LW       | Aurel Joliat, Montreal Canadiens  |
| Lester Patrick, New York Rangers      | Coach    | Dick Irvin, Toronto Maple Leafs   |

## Estreias
O seguinte é uma lista de jogadores importantes que jogaram seu primeiro jogo na NHL em 1934–35 (listados com seu primeiro time, asterisco(*) marca estreia nos play-offs):
- Tommy Anderson, Detroit Red Wings
- Bucko McDonald, Detroit Red Wings
- Sweeney Schriner, New York Americans
- Lynn Patrick, New York Rangers
- Toe Blake, Montreal Maroons
- Bill Cowley, St. Louis Eagles
- Art Jackson, Toronto Maple Leafs
- Bob Davidson, Toronto Maple Leafs
- Nick Metz, Toronto Maple Leafs

## Últimos Jogos
O seguinte é uma lista de jogadores importantes que jogaram seu último jogo na NHL em 1934-35 (listados com seu último time):
- John Ross Roach, Detroit Red Wings
- Albert Leduc, Montreal Canadiens
- Alex Smith, New York Americans
- Charley McVeigh, New York Americans
- Normie Himes, New York Americans